# Shawn Moran
Shawn Moran (ur. 19 listopada 1961 w Lakewood) – amerykański żużlowiec, występujący również na długim torze.

## Życiorys

### Kariera sportowa
Moran trzykrotnie wywalczył do finałów IMŚ. Zadebiutował w roku 1984 na Ullevi w Göteborgu, gdzie zajął ósme miejsce. W następnym roku w Bradford poprawił o 3 miejsca. W roku 1990 ponownie w Bradford na stadionie Odsal Stadium wywalczył srebrny medal, ale po kilku dniach został zdyskwalifikowany za doping i odebrano mu medal. Był dwukrotnym finalistą IMŚJ. Awansował do finału w Pocking w roku 1980 i zajął ostatnie miejsce, a już w następnym sezonie zdobył najlepszy junior na świecie w czechosłowackim Slanym. Siedem razy został powołany do kadry amerykańskiej na DMŚ. Dwa razy zdobył mistrzostwo z kolegami w roku 1982 w Londynie na torze White City i musiał poczekać aż osiem lat by zdobył drugie mistrzostwo w Pardubicach. Trzy razy był w finałach MŚP, dwukrotnie zajął 3 miejsca w latach 1985 w Rybniku i 1988 w Bradford. Jest dwukrotnym mistrzem USA.

### Życie prywatne
Brat Kelly’ego Morana, również żużlowca.

## Przynależność klubowa
Wielka Brytania
- Hull Vikings (1980)
- Sheffield Tigers (1980–1988)
- Belle Vue Aces (1989–1993)
- Sheffield Tigers (1994)

Szwecja
- Rospiggarna Hallstavik (1990–1991)

## Osiągnięcia
Indywidualne Mistrzostwa Świata
- 1984 –  Göteborg – 8. miejsce – 7 pkt → wyniki
- 1985 –  Bradford – 5. miejsce – 10 pkt → wyniki
- 1990 –  Bradford – dyskwalifikacja - 13+2 pkt → wyniki

Indywidualne Mistrzostwa Świata Juniorów
- 1980 –  Pocking – 16. miejsce – 2 pkt → wyniki
- 1981 –  Slaný – 1. miejsce – 15 pkt → wyniki

Drużynowe Mistrzostwa Świata
- 1982 –  Londyn – 1. miejsce – 8 pkt → wyniki
- 1984 –  Leszno – 3. miejsce – 6 pkt → wyniki
- 1985 –  Long Beach – 2. miejsce – 11 pkt → wyniki
- 1986 –  Göteborg,  Vojens,  Bradford – 2. miejsce – 27 pkt → wyniki
- 1987 –  Fredericia,  Coventry,  Praga – 3. miejsce – 23 pkt → wyniki
- 1988 –  Long Beach – 2. miejsce – 8 pkt → wyniki
- 1990 –  Pardubice – 1. miejsce – 10 pkt → wyniki

Mistrzostwa Świata Par
- 1984 –  Lonigo – 4. miejsce – 8 pkt → wyniki
- 1985 –  Rybnik – 3. miejsce – 11 pkt → wyniki
- 1988 –  Bradford – 3. miejsce – 23 pkt → wyniki

Indywidualne Mistrzostwa Świata na długim torze
- 1983 –  Mariańskie Łaźnie – 1. miejsce – 22 pkt → wyniki
- 1984 –  Herxheim bei Landau/Pfalz – 18. miejsce – 3 pkt → wyniki
- 1985 –  Korskro – 4. miejsce – 17 pkt → wyniki
- 1986 –  Pfarrkirchen – 10. miejsce – 8 pkt → wyniki
- 1987 –  Mühldorf – 3. miejsce – 19+5 pkt → wyniki